# Allan Clarke
Allan John Clarke (Willenhall, 1947. július 31. –) angol labdarúgóedző, korábban válogatott labdarúgó.
Az angol válogatott tagjaként részt vett az 1970-es világbajnokságon.

## Pályafutása

### A válogatottban
1970 és 1975 között 19 alkalommal szerepelt az angol válogatottban és 10 gólt szerzett.

## Sikerei, díjai
Leeds United
- Angol bajnok (2): 1968–69, 1973–74
- Angol kupa (1): 1971–72
- Angol szuperkupa (1): 1969
- VVK-győztes (1): 1970–71
- BEK-döntős (1): 1974–75